# Khetsün Sangpo
| Tibetische Bezeichnung                                 |
| ------------------------------------------------------ |
| Tibetische Schrift: མཁས་བཙུན་བཟང་པོ་རིན་པོ་ཆེ་              |
| Wylie-Transliteration: mkhas btsun bzang po rin po che |

Khetsün Sangpo Rinpoche (tib.: mkhas btsun bzang po; geb. 1920; gest. 2009) war ein tibetischer Gelehrter und Dzogchen-Meister. Er war einer der bedeutendsten Nyingma-Historiker der jüngeren Geschichte und unterrichtete eine Reihe tibetischer und westlicher Lehrer. Er ist Verfasser vieler Werke.
Sein mehrbändiges Biographical Dictionary of Tibet and Tibetan Buddhism erschien in Dharamsala (Library of Tibetan Works and Archives) in 12 Bänden (1973–1990). Ein zusätzlicher 13. Band auf der Grundlage der Entdeckung der Höhlen von Dunhuang erschien unter dem Titel An early history of Tibet edited from the findings unearthed at the Dunhuang caves.
Seine Gesammelten Werke (Sungbum) sollen in einer 15-bändigem Ausgabe in tibetischem Format (Pecha) erscheinen.

## Publikationen (Auswahl)
- The Biographical Dictionary of Tibet and Tibetan Buddhism (12 Bände)
- Die Praxis des Tantra: Vorbereitung und Hinführung zur grossen Vollendung. Khetsün Sangpo Rinpoche; Jeffrey Hopkins. Aus dem Amerikanischen von Matthias Dehne. Diederichs, München 1988 (Tantric practice in Nying-ma; dt.)
- Fundamental Mind
- Strand of Jewels